# Mercat del Carrilet
El Mercat del Carrilet és un edifici municipal de la ciutat de Reus que acull la venda al detall de productes de proximitat, situat a l'anomenat Barri del Carrilet, vora la carretera de Reus a Salou, en una zona de forta expansió urbana.

## Història
Aquest mercat va ser el segon mercat municipal instal·lat a la ciutat i es va inaugurar el 1983. El primer, el Mercat Central, havia estat inaugurat el 1949 i el creixement de la ciutat va portar a construir el nou espai. Està situat en els terrenys on hi havia hagut l'estació de mercaderies del desaparegut carrilet de Reus a Salou, que inicialment va ser l'estació del tren de Reus a Tarragona posada en funcionament el 1856. L'estació la va aprofitar el carrilet quan es va posar en marxa l'any 1887, quan la de Tarragona feia almenys uns 25 anys que no s'utilitzava. Aquesta estació del carrilet també va ser per a passatgers, però quedava lluny del centre urbà i s'instal·là una altra estació al carrer del Palo Santo. El carrilet va desaparèixer cap al 1975, i es van aprofitar els terrenys que havien estat dels March i dels Olives, terratinents reusencs i en part horts del convent de sant Francesc per organitzar un barri que ja s'havia iniciat i construir un mercat públic per donar-hi servei. Segons fonts municipals, el 1983 el barri del Carrilet reunia una població de més de 6.000 habitants, una xifra poc o molt superior a la que corresponia a la vila de Constantí en aquella època i el doble del de la Selva del Camp.
La idea de construir dos mercats a la ciutat, un a la part alta i un altre a la part baixa, ja s'havia proposat en un ple municipal l'any 1934, quan es discutia l'emplaçament del Mercat Central. Però el projecte del mercat del Carrilet només va tirar endavant quan es van eliminar les Pescateries Velles per a construir-hi una plaça pública i per oferir als minoristes d'aquell lloc una alternativa de venda.

## Descripció
L'edifici té unes dimensions discretes, uns 2.300 metres quadrats de superfície, i una construcció gairebé austera, buscant l'eficàcia funcional. Construït per una capacitat de 140 parades, actualment (2018) en té 88 i quasi un miler de metres quadrats de cambres frigorífiques. Té com a complement un pàrquing subterrani gratuït amb una capacitat de 130 cotxes. Es va inaugurar l'any 1983 per l'alcalde Anton Borrell. El 2018 l'ajuntament es planteja una remodelació o la construcció d'un nou edifici per aquest mercat.